# Unicerosaurus
"Unicerosaurus" là một nomen nudum được đặt bởi Carl Baugh. Trước đó nó chưa bao giờ được mô tả. Baugh cho rằng "Unicerosaurus" là một khủng long, nhưng nhà địa chất học John R. Armstrong trong một bài viết năm 1987, cho thấy hóa thạch này này là của một loài cá.